# Eodorcadion gansuense
Eodorcadion gansuense es una especie de escarabajo longicornio del género Eodorcadion, categorizada en la tribu Dorcadionini, de la subfamilia Lamiinae. Fue descrita por Breuning en 1943.

## Descripción
Mide 16,9-19 mm de longitud.

## Distribución
Se distribuye por China.